# Иргашев, Боис Хамидович
Боис Хамидович Иргашев (5 мая 1921, Самарканд, Туркестанская АССР — 21 июня 2000, Ташкент) — Гвардии старшина Рабоче-крестьянской Красной Армии, участник Великой Отечественной войны, Герой Советского Союза (1944).

## Биография
Боис Иргашев родился 5 мая 1921 года в Самарканде. После окончания неполной средней школы работал в Самаркандском драматическом театре. В январе 1942 года Иргашев был призван на службу в Рабоче-крестьянскую Красную Армию. С того же года — на фронтах Великой Отечественной войны. Принимал участие в боях на Юго-Западном, Сталинградском, Донском, 3-м Украинском фронтах. Участвовал в боях под Харьковом в 1942 году, Сталинградской битве, Ворошиловградской, Изюм-Барвенковской, Донбасской, Запорожской операциях. К октябрю 1943 года гвардии старшина Боис Иргашев был разведчиком 132-го гвардейского артиллерийского полка 60-й гвардейской стрелковой дивизии 12-й армии 3-го Украинского фронта. Отличился во время битвы за Днепр.
В ночь с 25 на 26 октября 1943 года Иргашев в составе десантной группы переправился через Днепр в районе Запорожья на остров Хортица и принял активное участие в захвате плацдарма. Он протянул линию связи через реку от позиций пехоты до командования полка, а затем держал бесперебойную связь, восстанавливая повреждения кабеля. Участвовал в отражении немецких контратак. Когда Иргашев оказался в окружении, он в рукопашной схватке уничтожил несколько вражеских солдат, захватил немецкий пулемёт и открыл по противнику огонь.
Указом Президиума Верховного Совета СССР от 22 февраля 1944 года старшина Боис Иргашев был удостоен высокого звания Героя Советского Союза с вручением ордена Ленина и медали «Золотая Звезда».
В дальнейшем Иргашев участвовал во вторичном форсировании Днепра в районе села Разумовка, форсировании реки Ингулец. В 1944 году он был демобилизован. Вернулся в Узбекскую ССР. Работал секретарём Самаркандского обкома ВЛКСМ, заведующим отделом редакции газеты «Узбекистан сурх». В 1947 году Иргашев окончил Высшую партийную школу при ЦК КП Узбекской ССР, в 1952 году — Ташкентский юридический институт. В 1952—1956 годах работал инструктором ЦК КП Узбекской ССР, в 1956—1968 годах — заведующим отделом кадров и профессионального обучения Министерства социального обеспечения Узбекской ССР. С 1968 года — на службе в Комитете государственной безопасности СССР, вышел в отставку в звании полковника в 1986 году. Проживал в Ташкенте, умер 21 июня 2000 года, похоронен на кладбище «Ялангач-2» в Ташкенте.
Заслуженный юрист Узбекской ССР. Был также награждён орденами Отечественной войны 1-й степени и Славы 3-й степени, рядом медалей.